# Epiplatymetra lentifluata
Epiplatymetra lentifluata là một loài bướm đêm trong họ Geometridae.